# Spellbound (singolo)
Spellbound è un singolo del gruppo musicale britannico Siouxsie and the Banshees, pubblicato il 22 maggio 1981 come primo estratto dall'album Juju.

## Il disco
Spellbound è stato pubblicato in 7" e 12" il 22 maggio 1981, raggiungendo la ventiduesima posizione delle classifiche inglesi.

### Versioni
- 22 maggio 1981 – Siouxsie and the Banshees, Spellbound, 45gg, Polydor POSP 273, Regno Unito[2]. Questa versione è pubblicata come singolo con Follow The Sun come lato B e prodotta da Nigel Gray e dal gruppo. Spellbound è stata inclusa nella raccolta Once Upon a Time: The Singles del 1981.
- 22 maggio 1981 – Siouxsie and the Banshees, Spellbound, 45gg, Polydor POSPX 273, Regno Unito[3]. In questa versione il lato B contiene Follow the Sun e Slap Dash Snap. La versione estesa di Spellbound compare nella ristampa rimasterizzata di Juju del 2006.

### Video
Girato l'8-10/05/81 a Burnham Beeches (vicino a Borehamwood), teatro di molte scene in esterni della Hammer Horror. Il video inizia con un gatto che si aggira sovrapposto a Siouxsie a quattro zampe, con gli emblematici stivali lunghezza coscia in pelle e minigonna, di fronte mentre brucia lo scenario. Anche se la band suona gli strumenti, questo è il primo video in cui il gruppo si avventura al di fuori di uno studio. L'azione principale coinvolge la band a correre e saltare attraverso i boschi. In un paio di inquadrature, Siouxsie indossa una maschera parziale e la band è inseguita da un 'demone', non dissimile da quello che si può trovare nel film giapponese Onibaba - Le assassine, uno dei film preferiti di Siouxsie al momento della registrazione. McGeoch perde l'equilibrio durante l'inseguimento.

### Accoglienza
Il Melody Maker ha elogiato il singolo, definendolo "esaltante". The Guardian retrospettivamente l'ha accolto come una "meraviglia pop".
Nel 2006, Mojo ha celebrato McGeoch inserendolo nella lista dei "100 più grandi chitarristi di tutti i tempi" per il suo lavoro su "Spellbound". Johnny Marr ha dichiarato su BBC Radio 2 nel febbraio 2008 che ha valutato altamente il chitarrista John McGeoch  per il suo lavoro su Spellbound. Marr ha detto: "È così intelligente. Ha di buono che è veramente pignolo il quale è molto poco rock'n'roll e questa melodia che sta suonando è davvero molto misteriosa".

## Tracce
Testi di Severin, musiche di Siouxsie and the Banshees, tranne ove indicato.

### 7"
Lato A
1. Spellbound - 3:19

Lato B
1. Follow the Sun - 2:49 (testo: Sioux)

### 12"
Lato A
1. Spellbound - 4:40

Lato B
1. Follow the Sun - 3:42 (testo: Sioux)
2. Slap Dash Snap - 2:49

## Classifiche
| Classifica (1981)      | Posizione massima |
| ---------------------- | ----------------- |
| Regno Unito            | 22                |
| U.S. Club Play Singles | 64                |

## Formazione
- Siouxsie Sioux – voce, cross-fader
- John McGeoch – chitarre
- Steven Severin – basso, drumbox
- Budgie – batteria, percussioni